# Темна Вежа (фільм)
«Темна Вежа» (англ. The Dark Tower) — американський науково-фантастичний фільм-вестерн, знятий Ніколаєм Арсель за мотивами серії однойменних романів Стівена Кінга. Прем'єра стрічки в США відбулася 31 липня 2017 року в Музеї сучасного мистецтва (Нью-Йорк) та випущено в широкий прокат 4 серпня 2017 р.
Фільм розповідає про стрільця Роланда Діскейна та Джека Чеймберса, які вирушають на порятунок Темної Вежі — центру Всесвіту — що утримує всі світи від хаосу і руйнування. Бюджет фільму склав 60 млн доларів. Станом на 5 вересня 2017 року сукупні збори фільму становили понад 101 млн доларів.

## Сюжет
У центрі Всесвіту стоїть Темна Вежа, яку може зруйнувати лише особлива дитина. Хлопчикові Джейку Чемберсу сниться світ, де сигнал скликає дітей зайти до бункера. Всередині якісь істоти, замасковані під людей, садять їх у зброю, що живиться від дітей і стріляє в темну Вежу. В Нью-Йорку землетрус змушує Джейка прокинутися. В школі хлопчик б'ється з хуліганом, який глузує з його малюнків. Психіатр переконує Джейка в тому, що нав'язливі сни про Вежу — це наслідок втрати батька. Проте на вулиці Джейк бачить ту самі істоту в людській шкірі зі сну і волоцюгу, котрий застерігає бути обачним, бо «лицешкірі» полюють на особливих дітей. Мати з вітчимом хочуть віддати його до клініки, хоча зведений брат байдужий до фантазій Джейка.
Уві сні Джейк бачить Чоловіка у чорному, який переслідує Стрільця, та будинок, розташований десь у Нью-Йорку. Коли приїжджають лікарі, хлопчик бачить, що це чудовиська в людській шкірі. Скориставшись нагодою, він тікає з дому та знаходить будинок, бачений у сні. Всередині Джейк виявляє дивний пристрій, набравши на ньому 19-19 — цифри зі сну, він відкриває портал у Серединний світ. Його намагається спинити охоронець будинку в вигляду змія з уламків, але Джейк наказує відпустити і охоронець слухається. Джейк ступає в портал.
Подорожуючи пустелею, Чемберс зустрічає Стрільця. Той спершу байдужий до хлопчика, але той називає його ім'я — Роланд, і Стрілець вирішує взяти Джейка з собою. Чоловік у чорному, Волтер, тим часом дізнається, що Чемберс відкрив портал і береться розшукати його. Стрілець розповідає, що Темна Вежа підтримує стіни, котрі захищають Всесвіт від темряви навколо, населеної демонами. Волтер прагне зруйнувати Вежу з метою захопити всі світи й правити ними. Вночі Роланд і Джейк бачать промінь від зброї, Джейк розуміє, що саме її робота відлунюється в його світі землетрусами, а дітей з усього світу під виглядом лікування доставляють до неї. Джейк бачить батька, та це виявляється один з демонів.
Чоловік у чорному приходить до родини Джейка, де бачить його малюнки. Тільки тоді мати вірить, що її син не був психічно хворий. Роланд і Джейк приходять в селище, де розповідають, що Джейка має надзвичайно сильне «сяйво» — силу бачити крізь межі світів. Хлопчик здогадується, що Волтер і база із порталами до інших світів перебуває в Нью-Йорку. Роланд не вірить у можливість зупинити наступ зла, проте сподівається здійснити помсту за батька та інших Стрільців. На селище нападають «лицешкірі», Роланд обороняється, поки активується портал на Землю.
Джейк приводить пораненого Роланда до лікарні, але той не бажає гаяти часу. Джейк вирішує повідомити батькам, що з ним усе гаразд. Дома він розуміє, що Волтер спалив матір своїм чаклунством і вбив вітчима. Дорогою трапляється волоцюга з початку, що виявляється колись викраденою дитиною, в якої зброя забрала «сяйво». Роланд заходить у магазин зброї, де на нього вже чекає Чоловік у чорному, відділяючи його від Джейка. Стрілець тікає, а Волтер схоплює хлопчика.
Волтер садить Джейка у зброю, що живиться його «сяйвом». Чембер опирається, та зброя пошкоджує Темну Вежу, через що на Землі стається землетрус. Роланд пробивається до порталу, «лицешкірі» намагаються його закрити, та Джейк силою «сяйва» утримує прохід. Шлях Стрільцеві перепиняє Чоловік у Чорному. Лиходій перемагає Роланда, проте Джейк подумки підбадьорює Роланда, промовивши його кредо, і той з останніх сил стріляє у Волтера. Роланд звільняє Чемберса і руйнує зброю, звільняючи інших полонених дітей.
Темна Вежа лишається цілою, Стрілець із Джейком та визволеними дітьми повертаються на Землю. Хлопчик пропонує Роланду лишитися там, той натомість пропонує піти з ним і обоє вирушають в подорож іншими світами.

## У ролях
- Ідріс Ельба — Роланд Діскейн (Стрілець)
- Меттью Макконехі — Волтер (Чоловік у чорному)
- Том Тейлор — Джейк Чеймберс
- Клавдія Кім — Арра
- Еббі Лі — Тірана
- Кетрін Винник — Лорі Чеймберс, мати Джейка
- Джекі Ерл Гейлі — Сейр

## Виробництво
Про початок роботи над фільмом неодноразово оголошували ряд кінокомпаній починаючи з 2007 року. Зрештою, 10 квітня 2015 оголошено, що за фільм з подальшим за ним серіалом, візьмуться Sony Pictures Entertainment та Media Rights Capital. 2 травня 2017 року було випущено перший офіційний трейлер.
Знімання фільму почали у квітні 2016 року в Південній Африці. Частину сцен було знято в Нью-Йорку.

## Український дубляж
Фільм надано Columbia Pictures. Дубльовано та зміксовано студією LeDoyen на замовлення компанії B&H Film Distribution.
- Переклад: Олени Дубенко
- Режисер дубляжу: Анна Пащенко
- Звукорежисер: Олена Лапіна
- Координатор проєкту: Аліна Гаєвська

Ролі дублювали:
- Кирило Нікітенко
- Олег Олександров
- Андрій Самінін
- Ірина Ткаленко
- Роман Чорний
- Ольга Гриськова
- Валерій Легін
- Олександр Ігнатуша
- Сергій Озеряний
- В'ячеслав Ніколенко